# Rives-en-Seine
Rives-en-Seine es una comuna nueva francesa situada en el departamento de Sena Marítimo, de la región de Normandía.

## Historia
Fue creada el 1 de enero de 2016, en aplicación de una resolución del prefecto de Sena Marítimo de 16 de diciembre de 2015 con la unión de las comunas de Caudebec-en-Caux, Saint-Wandrille-Rançon y Villequier, pasando a estar el ayuntamiento en la antigua comuna de Caudebec-en-Caux.

## Demografía
| Gráfica de evolución demográfica de Rives-en-Seine entre 1800 y 2013 |
|                                                                      |

Los datos entre 1800 y 2013 son el resultado de sumar los parciales de las tres comunas que forman la nueva comuna de Rives-en-Seine, cuyos datos se han cogido de 1800 a 1999, para las comunas de Caudebec-en-Caux, Saint-Wandrille-Rançon y Villequier de la página francesa EHESS/Cassini. Los demás datos se han cogido de la página del INSEE.

## Composición
| Comuna delegada        | Código INSEE | Población (2013) | Superficie (km²) | Densidad (hab./km²) |
| ---------------------- | ------------ | ---------------- | ---------------- | ------------------- |
| Caudebec-en-Caux       | 76164        | 2231             | 4.93             | 453                 |
| Saint-Wandrille-Rançon | 76659        | 1196             | 18.11            | 66                  |
| Villequier             | 76742        | 755              | 11.10            | 68                  |